# Heinz Günter Viehe
Heinz Günter Viehe (* 17. Juni 1929 in Bielefeld; † 2. Oktober 2010 in Beersel, Belgien) war ein deutscher Chemiker (Organische Chemie).
Viehe studierte ab 1949 an der TU Braunschweig (Diplom 1953) und in Paris (Sorbonne), 1955 wurde er in Braunschweig promoviert. Als Post-Doktorand war er an der Harvard University. 1956 bis 1959 war er bei Union Carbide Europe in Brüssel. 1965 habilitierte er sich in Nürnberg (Heterosubstituierte Acetylene). 1969 wurde er ordentlicher Professor für Organische Chemie an der Universität Löwen (später an der 1972 ausgegründeten Université catholique de Louvain).
Er untersuchte den Einfluss von Substituenten auf die Reaktivität von Mehrfachbindungen, Chemie von Acetylenen, Kumulene und Radikalreaktionen und ist für die ersten praktikablen Synthesen von Inaminen (Amine mit Alkinylgruppe) und Inamiden (entsprechende Amide) bekannt (1963).
1977 wurde er Mitglied der Leopoldina.

## Schriften
- The chemistry of acetylenes, New York: Marcel Dekker 1969
- mit H.  Böhme (Herausgeber): Iminium Salts in Organic Chemistry, 2 Bände, Wiley 1976, 1979
- Herausgeber:   Substituent effects in radical chemistry, Proceedings of the NATO Advanced Research Workshop on Substituent Effects in Radical Chemistry, Louvain-la-Neuve, Belgium, January 20 - 24, 1986, Reidel 1986
- Synthesis of substituted acetylenic compounds, Angewandte Chemie Int. Ed., Band 2, 1963, 477
- Inamine aus Halogenalkinen und tertiären Aminen, Angewandte Chemie, Band 76, 1964, 537-538
- Synthese und Reaktionen der Alkinylamine, Angewandte Chemie, Band 79, 1967, 744-755
- Reaktionen der Inamine mit Iminiumsalzen, Angewandte Chemie, Band 81, 1969, 702-704
- Valenzisomere des (substituierten) Benzols, Angewandte Chemie, Band 77, 1965, 768-773 (Vortrag zur Eröffnung der 100-Jahre-Kekulé-Ausstellung Gent)